# رباط كريم
رباط كريم (بالفارسية: رُباط‌کَریم) هي مدينة تقع في إيران في قسم. يقدر عدد سكانها بـ 62,937 نسمة .

## أعلام
- مجتبى جباري